# Rosnay, Vendée
Rosnay är en kommun i departementet Vendée i regionen Pays de la Loire i västra Frankrike. Kommunen ligger i kantonen Mareuil-sur-Lay-Dissais som tillhör arrondissementet La Roche-sur-Yon. År 2022 hade Rosnay 664 invånare.

## Befolkningsutveckling
Antalet invånare i kommunen Rosnay
| Referens: INSEE |